# If I Had Your Love
If I Had Your Love är en poplåt inspelad och framförd av isländska sångerskan Selma Björnsdóttir. Den skrevs av Selma, Þorvaldur Bjarni Þorvaldsson, Vignir 'Viggi' Snær Vigfusson samt Linda Thompson. Låten var Islands tävlande bidrag i Eurovision Song Contest 2005. 
Trots att bidraget var ett av de segertippade förhandsfavoriterna gick det inte vidare från semifinalen och kom på sextonde plats med 52 poäng.

## Listplacering
| Lista (2005) | Topplacering |
| ------------ | ------------ |
| Island       | 2            |